# Tripteroides standfasti
Tripteroides standfasti är en tvåvingeart som beskrevs av Peters 1959. Tripteroides standfasti ingår i släktet Tripteroides och familjen stickmyggor. Inga underarter finns listade i Catalogue of Life.